# Tasiocera brevicornis
Tasiocera brevicornis är en tvåvingeart som beskrevs av Alexander 1929. Tasiocera brevicornis ingår i släktet Tasiocera och familjen småharkrankar. Inga underarter finns listade i Catalogue of Life.